# مينه فولي
مينه فولي (بالإنجليزية: Mina Foley)‏ هي مغنية ومغنية أوبرا نيوزيلندية، ولدت في 9 مارس 1930، وتوفيت في 21 يناير 2007.